# Cantó de Goussainville
El cantó de Goussainville és un cantó francès del departament de Val-d'Oise, situat al districte de Sarcelles. Des del 2015 té 9 municipis i el cap és Goussainville.

## Municipis
- Chennevières-lès-Louvres
- Épiais-lès-Louvres
- Goussainville
- Louvres
- Marly-la-Ville
- Saint-Witz
- Survilliers
- Vémars
- Villeron

## Història
| Data d'elecció                           | Identitat       | Partit        | Qualitat |
| ---------------------------------------- | --------------- | ------------- | -------- |
| 1976-1982                                | Roger Gaston    | PCF           |          |
| 1982-1988                                | Guy Messager    | Divers droite |          |
| 1988-2001                                | Michel Toumazet | PCF           |          |
| 2001-2008                                | Guy Messager    | UDF           |          |
| 2008-                                    | Luc Broussy     | PS            |          |
| les dades anteriors no són pas conegudes |                 |               |          |
|                                          |                 |               |          |

## Demografia
| A partir de 1990: Població sense dobles comptes |